# 陆路交通管理局

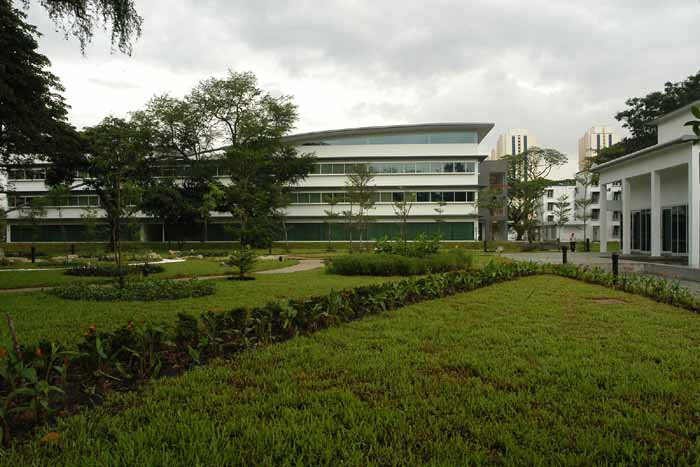
LTA总部，位于前竹脚妇幼医院

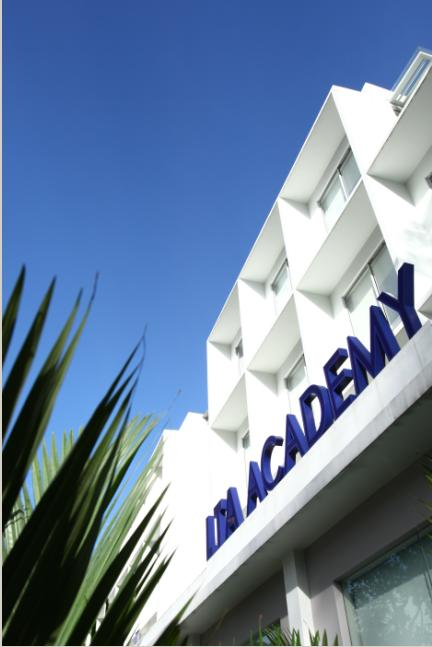
LTA画廊，位于LTA办公楼附近

陆路交通管理局（英語：Land Transport Authority），简称陆路交通局或陆交局，是新加坡政府的法定機構，係隸屬新加坡交通部管理下的独立机构。

## 历史沿革
在建国初期，公共基础设施是由公共工程部(PWD)管理的。其中包括停车场，桥梁，污水处理系统，房屋，图书馆甚至公交候车亭的建设。随着运输计划范围的扩大，需要一个新的实体。
1995年9月1日由时任新加坡总理吴作栋宣布：新加坡地铁公司、车辆管理所、车辆登记处、前公共工程局道路交通处以及前通讯部的陆路交通处四方合并，成立陆路交通管理局。

## 概况

### 轨道交通
在1900年代初，到新加坡旅行是一个挑战。那些没有开车的人必须使用人力车，出租车或缓慢而又不可靠的公交车服务。
1971年，国家计划和城市规划项目（SCP）的完成成为了新加坡的第一个概念计划，该计划设想了高速公路系统和公共交通（MRT）系统，以提升全岛交通的贯通性。 1970年代，成立了道路运输行动委员会，以规划不断发展的运输系统并管理交通拥堵的问题。
陆路交通管理局负责建设新加坡的轨道交通包括新加坡地铁（MRT）和轻轨（LRT）。陆交局计划到2030年新加坡的轨道交通总长度翻番。随着2009年竣工的东西线（绿线）文礼延长线、2011年竣工的环线（黄线）以及2012年竣工的环线滨海湾支线的相继通车，新加坡地铁的总里程从2008年的138公里增加到180公里。2014年，南北线（红线）从滨海湾地铁站延长一站到滨海南码头地铁站。滨海市区线（蓝线）的第一期与第二期工程分别于2013年和2015年通车。目前正在建设中的线路包括滨海市区线第三期、汤申－东海岸线（棕线）和大士延长线。未来计划中的线路包括跨岛线和裕廊区域线（轻轨）。
从2012年开始，陆交局开始在36个高架地铁站（elevated stations）安装半高安全门以保证乘客安全、减少因站台乘客拥挤而导致的延误。 从2012年6月1日开始到2013年1月6日，全部高架地铁站都陆续安装了超大型工业节能风扇（HVLS fans）。
2013年6月24日起，为了缓和上班高峰压力，乘客早晨7点45以前可以免费乘坐新加坡地铁（限市中心区域）；而在2018年12月29日起，乘客早晨7点45以前可以乘坐新加坡地铁更改為可享SGD$0.5折扣，並擴展至所有区域。

### 巴士服务
陆路交通管理局在2009年开始负责制定中心巴士网络规划。这项计划参与者包括新捷运和SMRT巴士。

### 道路新建工程
陆路交通管理局投资新建道路及配套设施，为新加坡经济提供支持与保障。其中的一项位于市中心和港湾区域的工程叫做“停车引导系统”(PGS)，可以职能地帮助司机找到附近合适的停车位。